# Тайле, Филипп
Филипп Тайле (фр. Philippe Tailliez, МФА (фр.):  [tɑje]; 15 июня 1905, Мало-ле-Бен — 26 сентября 2002 года, Тулон) — французский исследователь, фотограф и писатель. Друг и коллега Жака-Ива Кусто. Один из пионеров подводного плавания.

## Признание
В 1943 году он был награждён вместе с Кусто и Фредериком Дюма первым призом МКФ Congrès du film documentaire за фильм «Восемнадцать метров в глубину», снятый за год до этого. Он был награждён, опять же вместе с Кусто и Дюма, CIDALC Prize на Каннском кинофестивале в 1946 году за фильм «Кораблекрушение».
Филипп Тайле был членом Les Mousquemers — группы друзей, куда также входили Кусто, Дюма и добавившийся позднее инженер-механик Леон Веше. Термин принадлежит самому Тайле и является игрой слов «мушкетёры» (mousquetaire) и «море» (mer).

## Киновоплощения
- Одиссея — Лоран Люка